# René Hofschneider
René Hofschneider (* 1960 in Detmold) ist ein deutscher Schauspieler und Synchronsprecher.

## Leben
Hofschneider wuchs mit seinen beiden Brüdern in Berlin auf. Sein Bruder Marco Hofschneider wurde ebenfalls Schauspieler. 
Als Komparse und Nebendarsteller trat Hofschneider von 1977 bis 1982 an den Staatlichen Schauspielbühnen Berlin unter der Intendanz von Hans Lietzau und Boy Gobert auf. 1984 wurde er von dem Regisseur Hans Neuenfels als Grafensohn Ottokar für die Verfilmung des Trauerspiels Die Familie Schroffenstein von Heinrich von Kleist engagiert.
Anschließend begann Hofschneider seine Ausbildung (1984/1985) am Salzburger Mozarteum. Nach der Schauspielschule folgten verschiedene Theaterengagements. Er spielte am Grenzlandtheater Aachen (1985), am Alten Schauspielhaus Stuttgart (1985), am Zimmertheater Heidelberg (1985–1986) und am Schauspiel Marburg (1986). Von 1987 bis 1990 spielte er am Grips-Theater in Berlin. Mit dem dort uraufgeführten Musical Linie 1 unternahm er Tourneen, unter anderem nach New York City, Australien und Jerusalem. Seine Schauspielausbildung intensivierte er durch mehrjährige Seminare an der Moskauer Schauspielschule GITIS, wo er Unterricht in der Meisterklasse von Jurij Alschitz hatte.  
Sein Kinodebüt gab er 1990, an der Seite seines Bruders Marco, unter der Regie von Agnieszka Holland mit der Rolle des jüdischen Schuhverkäufersohnes Isaak Perel, des Bruders der männlichen Titelrolle, in dem Film Hitlerjunge Salomon. 
Ab Anfang der 1990er Jahre begann dann auch seine Karriere im deutschen Fernsehen. 1993 interpretierte er in der Serie Ein Job fürs Leben die Arbeit eines Haushälters neu. Hofschneider übernahm weitere durchgehende Serienrollen, wiederkehrende Episodenrollen und auch Gastrollen. Häufig wurde er in Krimiserien eingesetzt, unter anderem in Episodenhauptrollen in Wolffs Revier, Edel & Starck, Doppelter Einsatz, Wilsberg und SOKO Wismar. Im Tatort: Schrott und Totschlag (2002) spielte er den bei seinen Schülern beliebten Schwimmlehrer Bertram Nock, der im Kontakt mit der Tochter seiner neuen Lebensgefährtin seine sexuelle Neigung für junge Mädchen entdeckt. In der Krankenhausserie In aller Freundschaft war er 2003 als Vater einer an Leukämie erkrankten Tochter in einer Episodenhauptrolle zu sehen. Von 2007 bis 2010 hatte Hofschneider als Dr. Flanders eine durchgehende Rolle in der ZDF-Fernsehreihe Unsere Farm in Irland.
Seit 2008 spielte Hofschneider auch wieder regelmäßig Theater, insbesondere war er in Boulevardkomödien zu sehen. Er trat an der Komödie Düsseldorf, am Theater am Kurfürstendamm, an der Komödie Dresden und ging auch auf Tournee. 2008 spielte er gemeinsam mit Matthias Freihof und Christina Rainer an der Komödie Düsseldorf den Jean-Luc in der Komödie Venedig im Schnee von Gilles Dyrek; mit diesem Stück ging er 2009 und 2010 auch auf Tournee. Ab 2008 stand Hofschneider, unter der Regie von Matthias Freihof, immer wieder als Muttersöhnchen Siggi Polle in der Boulevardkomödie Ganze Kerle der kanadischen Erfolgsautorin Kerry Renard auf der Bühne. Er spielte darin den Mitarbeiter eines Paketdienstes, der gemeinsam mit seinen Arbeitskollegen eine Travestie-Show auf die Beine stellt, um zu Geld zu kommen. Seine Partner in diesem Stück waren unter anderem Jo Weil, Matthias Kostya, Jens Eulenberger (in Berlin) und Lutz Reichert. Von 2008 bis 2010 gastierte er in Ganze Kerle an der Komödie Düsseldorf, 2008 am Theater am Kurfürstendamm und 2009 an der Komödie Dresden. 
Seit 2013 ist er auch als Synchronsprecher tätig. Hofschneider lebt in Berlin.

## Filmografie
- 1990: Hitlerjunge Salomon (Europa, Europa)
- 1992: Wolffs Revier (Folge: Reicher Gigolo)
- 1993: Ein Job fürs Leben (Fernsehserie, 26 Folgen)
- 1995: Praxis Bülowbogen (Folge: Doppeltes Pensum)
- 1995: Tatort: Endstation (Fernsehreihe)
- 1998–2000: Fieber – Ärzte für das Leben (Fernsehserie)
- 1998: Für alle Fälle Stefanie (Folge: Am Abgrund)
- 2000: ...und das ist erst der Anfang
- 2001: Doppelter Einsatz (Folge: Verhängnis)
- 2001: Wilsberg: Wilsberg und der Schuss im Morgengrauen (Fernsehreihe)
- 2001: Tatort: Trübe Wasser (Fernsehreihe)
- 2001: In aller Freundschaft (Folge: Ein bisschen Glück)
- 2002: Tatort: Schrott und Totschlag (Fernsehreihe)
- 2002: Berlin, Berlin
- 2003: Edel & Starck (Folge: Freund und Feind)
- 2003: Ein starkes Team: Kollege Mörder (Fernsehreihe) (Fernsehreihe)
- 2004: In aller Freundschaft (Folge: Auf dem Sprung)
- 2004: Das unbezähmbare Herz
- 2004: Inga Lindström: Die Farm am Mälarsee (Fernsehreihe)
- 2005: Im Namen des Gesetzes (Folge: Totgeschwiegen)
- 2005: SOKO Wismar (Folge: Der Zinker)
- 2006: Schlosshotel Orth (Folge: Die Muse)
- 2006: Küstenwache (Folge: Spiel mit dem Feuer)
- 2007: Notruf Hafenkante (Folge: Grenzgänger)
- 2007–2010: Unsere Farm in Irland (Fernsehreihe)
- 2009: Kreuzfahrt ins Glück – Hochzeitsreise nach Sambia (Fernsehreihe)
- 2009–2010: Rote Rosen (Fernsehserie)
- 2010: Danni Lowinski (Folge: Nebenwirkungen)
- 2011: Was wirklich zählt (Spielfilm)
- 2011: Wilsberg: Im Namen der Rosi (Fernsehreihe)
- 2013: Heiter bis tödlich: Morden im Norden (Folge: Die gute Ute)
- 2014: Alles Verbrecher – Eiskalte Liebe
- 2016: Morpheus
- 2019: Heldt (Fernsehserie, Folge: Nicht pflegeleicht)
- 2021: SOKO Leipzig (Fernsehserie, Folge: Kowalskis Entscheidung)
- 2022: In aller Freundschaft – Die jungen Ärzte (Fernsehserie, Folge Lebensmut)
- 2023: In aller Freundschaft (Folge: Grenzgänger)
- 2023: Die Whistleblowerin

## Hörspiele
1989: Gabriele M. Göbel: Im Blumenkohlwolkenland (Wolkenmaler) – Regie: Uli Herzog (SFB)